# Luiz Arcanjo (álbum)
Luiz Arcanjo é o álbum de estreia do cantor brasileiro Luiz Arcanjo, lançado em dezembro de 2009 de forma independente. O trabalho, produzido pelo produtor Jamba trouxe canções de vários estilos musicais.
Arcanjo pensou em um disco solo para abarcar um repertório diferente das canções de influência pop que gravava no Trazendo a Arca. Para isso, trouxe o músico Jamba, que ficou hospedado em sua casa, para a produção da obra. Além do produtor, o disco trouxe a participação de músicos como Pregador Luo, André Neiva e Zé Canuto, além dos também integrantes do Trazendo a Arca André Mattos e Isaac Ramos.
A obra recebeu avaliações favoráveis da crítica. Luiz Arcanjo foi eleito o 16º melhor disco da década de 2000, de acordo com lista publicada pelo Super Gospel.

## Antecedentes
Após deixar o Toque no Altar e formar o Trazendo a Arca com o lançamento do álbum Marca da Promessa, membros do grupo começaram a trabalhar em projetos paralelos. O primeiro integrante da banda a lançar uma obra individual foi o baterista André Mattos, com o DVD Profético, ainda em 2007. Em 2008, Davi Sacer liberou Deus não Falhará, que conteve a participação de Arcanjo entre os compositores.
Arcanjo compartilhou que, antes de iniciar sua trajetória como integrante do Trazendo a Arca, já escrevia músicas com influências da música brasileira, e chegou a quase gravar um álbum em 2000, que foi cancelado com a sua entrada no grupo. Ele disse que "Conversei com o grupo sobre o meu CD, mostrei a eles o disco e, juntos, consentiram que eu gravasse, pois o estilo não interferiria em nosso trabalho conjunto".

## Produção

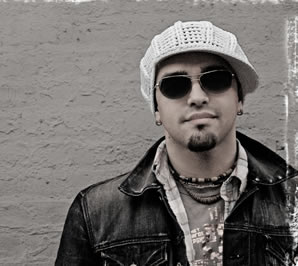
Luiz Arcanjo foi o primeiro álbum produzido por Jamba em seu retorno ao Brasil.

Em meados de 2008, quando o projeto principal do Trazendo a Arca foi o DVD Ao Vivo no Maracanãzinho, Luiz Arcanjo iniciou os trabalhos para o álbum, resgatando composições que não se encaixavam com os padrões congregacionais do Trazendo a Arca. Na época, o cantor conheceu o instrumentista e produtor musical Jamba, que residia nos Estados Unidos, e que tinha conhecido por intermédio de uma cantora brasileira residente em Pompano Beach chamada Simone Rosa, da qual Jamba tinha produzido um álbum. Em 2009, o produtor retornou ao Brasil, foi morar com Arcanjo por um mês e trabalhou no repertório que se tornaria Luiz Arcanjo.
Em entrevista ao Super Gospel em 2011, Luiz disse que passou cerca de um ano conversando com Jamba por Skype e que a produção ganhou outra dimensão com o músico. "Às vezes eu achava que ele era completamente louco (risos). Um cara cheio de manias estranhas dentro e fora do estúdio. Por exemplo, na música 'Gadara' foram gravados cerca de 60 canais de violão, coisa que eu nunca imaginei ser possível".
O repertório traz predominantemente canções autorais, exceto "Amore Mio" (de Livingston Farias) e a regravação de "Alguém Como Eu" (de Stênio Marcius). Vários músicos brasileiros participaram das sessões do álbum, incluindo integrantes do Trazendo a Arca (André Mattos e Isaac Ramos), parceiros recorrentes da banda (como Zé Canuto e Aldivas Ayres) e outros instrumentistas como Nelson Faria e André Neiva. Em entrevista ao portal do Troféu Talento em janeiro de 2010, Arcanjo disse que um dos seus objetivos era trazer alguns dos melhores músicos que conhecia para as sessões.
Sobre o álbum e a proposta de gravar música brasileira, Jamba disse em entrevista:

Inicialmente, quando o Luiz se aproximou com a ideia, eu vi uma grande chance de viver 'vicariosamente' através dele. Os ritmos brasileiros estão praticamente imprimidos no meu sangue e fazia tempo que queria produzir algo que chamasse atenção a nossa própria cultura. Todo artista tem uma "verdade" e esta verdade tem uma metamorfose muito natural. Geralmente acaba sendo o que o artista mais ama, mas tem medo de assumir - O disco citado representa 100% a 'verdade' do Luiz.

## Composição
Apesar de ser um álbum de influências de gêneros brasileiros, a abordagem em várias composições é evangélica. "Gadara", por exemplo, faz referência ao texto bíblico em que ocorre a expulsão de demônios em um cidadão gadareno e a má recepção que a cura teve entre os moradores locais, já que porcos morreram durante o processo. Luiz disse que "Às vezes, fazer o bem para alguém vai causar um prejuízo financeiro aos olhos de uma pessoa mesquinha. No texto do gadareno, o rapaz foi liberto, mas os donos dos porcos mandaram que Jesus se retirasse da cidade. Em outras palavras, eles estavam dizendo que preferiam os porcos".
Durante o 14º Congresso Diante do Trono, ocorrido em 2014 e com foco nas regionalidades brasileiras, Luiz Arcanjo representou a região sudeste e antes de cantar "Amor pra Dizer" disse que a canção surgiu no contexto da morte do cantor e compositor Michael Jackson.[carece de fontes?] Em outra ocasião, disse que escolheu regravar "Alguém como Eu" porque Stênio "é um dos melhores compositores que conheço". "Samba pra Deus", em primeira pessoa, traz a perspectiva de alguém que é religiosamente impedido de cantar samba porque "alguém cruel me disse que Deus não gostava de samba".
Em relação a "Fé", o cantor disse em 2020 que a canção surgiu a partir de uma viagem do cantor na cidade de Búzios com a família do baterista André Mattos. Na Praia de Geribá, Arcanjo observava o movimento das pessoas e dos surfistas com o movimento das ondas do mar. Com isso, o músico começou a desenvolver uma reflexão sobre a fé enquanto certeza.
Sobre a abordagem geral do álbum, Arcanjo falou sobre suas reflexões sobre a arte cristã em entrevista ao Casa Gospel no ano de 2010:
Na verdade sempre houve uma certa inquietação em meu coração em relação a maneira como nós evangélicos nos relacionamos com nossa cultura principalmente ao preconceito que temos com alguns gêneros musicais brasileiros, tendo em vista que outros são bem aceitos. É daí que veio há muito tempo o desejo de gravar algo que despertasse nosso povo pra essa realidade. O Brasil é uma potência musical, a música brasileira é cada vez mais respeitada e apreciada no mundo inteiro e nós evangélicos precisamos de uma cura cultural, pois durante anos não fomos capazes de adorar ao Senhor com nossa cultura.

## Lançamento e recepção
| Críticas profissionais | Críticas profissionais |
| Avaliações da crítica  | Avaliações da crítica  |
| Fonte                  | Avaliação              |
| ---------------------- | ---------------------- |
| Super Gospel           | [ 11 ]                 |

Luiz Arcanjo foi lançado em dezembro de 2009 de forma independente e com distribuição do selo Dunamy's. Arcanjo chegou a publicar uma versão em vídeo de "Amor pra Dizer" em seu próprio canal, que alcançou cerca de mil visualizações em dois dias.
Quando o Trazendo a Arca assinou com a gravadora Graça Music em 2010, o álbum de Arcanjo foi relançado em formato físico pela gravadora com a expectativa de maior alcance além da edição independente. Em 2011, Arcanjo também lançou o clipe da música "Fé", com direção de PC Júnior e imagens captadas na Lagoa Rodrigo de Freitas.
A obra recebeu avaliações favoráveis da mídia especializada. Em crítica para o Super Gospel, Roberto Azevedo disse: "Parabéns Jamba. Parabéns Arcanjo. A produção está impecável. Com certeza é uma boa alternativa pra quem procura algo diferente, inovador e de qualidade". Em 2016, o álbum figurou na 16ª posição entre os melhores álbuns da década de 2000, segundo o portal.

## Faixas
A seguir lista-se as faixas, compositores e durações de cada canção de Luiz Arcanjo, segundo o encarte do disco.
| N.º            | Título                                   | Compositor(es)            | Duração |  |
| 1.             | "Samba pra Deus"                         | Luiz Arcanjo Jamba        | 4:49    |  |
| 2.             | "Amore Mio"                              | Livingston Farias         | 5:31    |  |
| 3.             | "Gadara" (participação de Pregador Luo)  | Luiz Arcanjo              | 4:33    |  |
| 4.             | "Gadara É Assim"                         | Luiz Arcanjo Pregador Luo | 1:11    |  |
| 5.             | "Fé"                                     | Luiz Arcanjo              | 3:55    |  |
| 6.             | "Amor pra Dizer" (participação de Jamba) | Luiz Arcanjo Jamba        | 4:41    |  |
| 7.             | "Alguém como Eu"                         | Stênio Marcius            | 3:59    |  |
| 8.             | "Cada Estação"                           | Luiz Arcanjo Jamba        | 3:48    |  |
| 9.             | "Viver o Amor"                           | Luiz Arcanjo              | 4:19    |  |
| 10.            | "Pó"                                     | Luiz Arcanjo              | 4:51    |  |
| 11.            | "Perdão"                                 | Luiz Arcanjo              | 5:17    |  |
| Duração total: | Duração total:                           | Duração total:            | 46:59   |  |

## Ficha técnica
A seguir estão listados os músicos e técnicos envolvidos na produção de Luiz Arcanjo:
- Luiz Arcanjo — vocais
- Jamba — baixo, teclado, piano, vocais, produção musical e arranjos
- Cláudio Infante — bateria
- André Mattos — bateria
- Ronaldo Silva — percussão
- Isaac Ramos — guitarra e violão
- Pregador Luo — vocal
- Alessandro Kramer — acordeon
- Juliano Cortuah — violão
- Nelson Faria — violão e guitarra
- Zé Canuto — saxofone
- Aldivas Ayres — trombone
- André Neiva — baixo

## Indicações e premiações

### Troféu Melhores do Ano
Indicações e premiações no Troféu Melhores do Ano:
| Ano  | Categoria | Indicado         | Resultado |
| ---- | --------- | ---------------- | --------- |
| 2009 | Samba     | "Samba pra Deus" | Indicado  |